# Damaliscus lunatus korrigum
Damaliscus lunatus korrigum  is een zoogdier uit de familie van de holhoornigen (Bovidae). De wetenschappelijke naam van de soort werd voor het eerst geldig gepubliceerd door Ogilby in 1837.

## Voorkomen
De soort komt voor in West-Afrika.